# Charmes (Vosges)
Charmes település Franciaországban, Vosges megyében. Lakosainak száma 4489 fő (2022. január 1.). Charmes Chamagne, Socourt, Ubexy, Vincey, Loromontzey, Saint-Germain, Saint-Rémy-aux-Bois, Brantigny, Essegney és Florémont községekkel határos.

## Népesség
A település népességének változása:
| Lakosok száma | 4653 | 4695 | 4771 | 4689 | 4700 | 4690 | 4625 | 4557 | 4489 |
|               | 2013 | 2015 | 2016 | 2017 | 2018 | 2019 | 2020 | 2021 | 2022 |